# Ihlamurlar Altında
Ihlamurlar Altında (türkisch für „unter Linden“) ist eine türkische Fernsehserie von Regisseur Aydın Bulut, welche von 2005 bis 2007 im türkischen Sender Kanal D lief. Sie gehörte in dieser Zeit zu den meistgesehenen Serien in der Türkei.
Das Drehbuch schrieben Nilgün Öneş, Neslihan Eyüboğlu und Ayşe Teker. 
Die Hauptfiguren der Serie sind Yılmaz (Bülent İnal) und Filiz (Tuba Büyüküstün). Die Fernsehserie ist nicht nur romantisch und traurig, sondern bietet auch Abenteuer und Drama.
Ihlamurlar Altında ist auch in einer englischen Synchronisation verfügbar. In Australien wurde die Serie vom australischen Fernsehsender Vizyon ausgestrahlt. Eine arabisch synchronisierte Fassung trägt den Namen Sanawat al-Daya (arabisch سنوات الضياع, „Verlorene Jahre“), die vom arabischen TV-Sender MBC gezeigt wurde.